# Frédérique Cantrel
Frédérique Cantrel est une actrice française, née le 18 novembre 1946.

## Radio

### France Culture
- 1980 : Le Comte de Monte-Cristo[1]
- 1982 : 120, rue de la Gare[2]
- 1985 : Mygale
- 1988 : Lettre de Gustave Flaubert[3]
- 1994 : Le silence et rien alentour[4]
- 1997-2007 : De bouche à oreille
- 2003 : Tableau de Paris[5]
- 2004 : Mr. Palomar[6]
- 2005 : Inferno[7]
- 2011 : Club des marâtres de Paris[8]
- 2012 : Agrippine[9]
- 2012 : Eloge de la visite[10]
- 2012 : Mésalliance[11]

### France Inter
- 1997 : Le Perroquet des Batignolles[12]
- 2014 : Le Tragique Destin de et du Wilhelm Gustloff[13]

## Théâtre
- 1969 : La Voix humaine de Jean Cocteau, mise en scène de François Florent
- 1970 : Un mystère parisien d'un anonyme, mise en scène de J. Serres
- 1971-1972 : Compagnie Robert Hossein de Robert Hossein
- 1973-1974 : La Mouette d'Anton Tchekhov, mise en scène de Sacha Pitoëff
- 1974 : Caligula d'Albert Camus, mise en scène d'Alain Périsson
- 1975 : Passion de Charles Péguy, mise en scène d'Alain Périsson
- 1975 : Les Bâtisseurs d'empire de Boris Vian, mise en scène d'elle-même
- 1978-1980 : Les Icons et les Miliques à l'atelier d'Émile Noël
- 1987 : La Lettre à Vitia de Vassili Grossman, mise en scène d'elle-même
- 2001 : Après la pluie de Sergi Belbel, mise en scène de l'auteur

## Filmographie

### Cinéma

#### Longs métrages
- 1973 : Le Grand Sabordage : La logeuse
- 1973 : Le monde était plein de couleurs : L'amie comédienne
- 1976 : L'Aile ou la Cuisse
- 1996 : Le Cri de la soie : La vendeuse du magasin
- 1997 : On connaît la chanson : L'invitée
- 2000 : Scènes de crimes : Le médecin à l'échographie
- 2004 : Désirs et sexualités : Michelle
- 2023 : Dernier signal : Madeleine

#### Courts métrages
- 1969 : Un souvenir de Françoise
- 1982 : La Mouche
- 1999 : Feria
- 2001 : Le Peuple ancien
- 2006 : J't'attendais
- 2006 : FBI Zoo : Maman
- 2009 : Sheket ! : Emma
- 2010 : Dialogue sur une jetée : La conteuse
- 2010 : Baby Time : La vieille femme
- 2010 : Double Bed : Helen
- 2017 : Lenny : Jo
- 2018 : Karmen : Estelle
- 2021 : Brin de causette : Arlette

### Télévision

#### Séries télévisées
- 1970 : Nanou : Frédérique (1 épisode)
- 1973-1975 : Les Enquêtes du commissaire Maigret : Anaik (2 épisodes)
- 1995 : Julie Lescaut : la psychologue (1 épisode)
- 1995 : Belle Époque (mini-série)
- 1999 : Vérité oblige : Betty Morin (1 épisode)
- 1999 : La Petite Fille en costume marin : la directrice de la librairie (mini-série)
- 2005 : Navarro : Madame Stassen (1 épisode)
- 2006 : Préjudices : Madame Krevorkian (1 épisode)
- 2010 : Plus belle la vie : Rosy Carlan (15 épisodes)
- 2012-2014 : Le Jour où tout a basculé : Huguette/Mado (2 épisodes)
- 2014 : Les mystères de l'amour : Madame Montet (1 épisode)
- 2023 : Le Signal (1 épisode)

#### Téléfilms
- 1973 : La Jument du roi : Une dame
- 1996 : Notre homme : Valère
- 2001 : Pas vu, pas pris : Irène
- 2004 : L'Un contre l'autre
- 2004 : Moitié-moitié : Edith Carle

## Doublage

### Cinéma

#### Films
- Celia Imrie dans (5 films) :
  - Au beau milieu de l'hiver (1995) : Fadge
  - Le Journal de Bridget Jones (2001) : Una Alconbury
  - Bridget Jones : L'Âge de raison (2004) : Una Alconbury
  - Bridget Jones Baby (2016) : Una Alconbury
  - Bridget Jones : Folle de lui (2025) : Una Alconbury

- Harriet Sansom Harris dans :
  - Roméo + Juliette (1996) : Susan Santandiago
  - Memento (2000) : Ellen Jenkins
  - The One (2001) : l'infirmière Besson
  - Werewolf by Night (2022) : Verussa

- Sissy Spacek dans :
  - In the Bedroom (2002) : Ruth Fowler
  - L'Affaire Josey Aimes (2005) : Alice Aimes
  - The Old Man and The Gun (2018) : Jewel

- Judi Dench dans :
  - Les Dames de Cornouailles (2004) : Ursula Widdington
  - Cats (2019) : Deuteronomy âgée
  - L'Esprit s'amuse (2020) : Madame Cecily Arcati

- Andrea Martin dans :
  - Le Plus Beau Cadeau du monde (1991) : Olivia
  - Loser (2000) : Professeur

- Margaret Travolta dans :
  - L'Amour à tout prix (1995) : l'infirmière des admissions
  - National Security (2003) : la juge Healy

- Roma Maffia dans :
  - La Morsure du lézard (2003) : Carla Morengo
  - The Call (2013) : Maddy

- Jacqueline Tong (en) dans : 
  - Angel (2007) : Mère Deverell
  - La British Compagnie (2016) : Mme Todd

- Ann-Margret dans :
  - New York Taxi (2004) : Mme Washburn
  - Braquage à l'ancienne (2017) : Annie Santori

- Joan Gregson dans :
  - Et après (2008) : la belle-mère de Kay
  - Ça : Chapitre 2 (2019) : Mme Kersh

- Sally Kirkland dans :
  - La Femme la plus détestée d'Amérique (2017) : Lena
  - Accélération (en) (2019) : Betty

- Lin Shaye dans :
  - The Signal (2014) : Mirabelle
  - Dreamkatcher (2020) : Ruth

- Mary Steenburgen dans :
  - Philadelphia (1993) : Belinda Conine
  - Nightmare Alley (2021) : Miss Kimball

- Harriet Walter dans :
  - Suite française (2014) : la vicomtesse de Montmort
  - Le Dernier Duel (2021) : Nicole de Buchard

- Marcia Jean Kurtz dans :
  - Inside Man : L'Homme de l'intérieur (2006) : Miriam Douglas
  - Armageddon Time (2022) : la guide

- Kathryn Hunter dans : 
  - All or Nothing (2002) : Cécile
  - Pauvres Créatures (2023) : Madame Swiney

- Talia Shire dans : 
  - Palo Alto (2013) : Mme Ganem
  - Megalopolis (2024) : Constance Crassus Catilina

- Rebecca Koon dans :
  - Le Menu (2022) : Linda Slowik
  - Juré n° 2 (2024) : Nellie
- 1993 : Le Prince des rivières : Bangor (Tantoo Cardinal)
- 1993 : Cliffhanger : Traque au sommet : Kristel (Caroline Goodall)
- 1995 : Clueless : Miss Toby Geist (Twink Caplan)
- 1995 : Leaving Las Vegas : la biker (Shawnee Smith)
- 1995 : Dracula, mort et heureux de l'être : Mme Ouspenskaya (Anne Bancroft)
- 1996 : Kolja : Docteur (Emma Černá)
- 1996 : Le Souffre-douleur : la mère de David (Susan Bain)
- 1996 : Portrait de femme : la comtesse Gemini (Shelley Duvall)
- 1997 : La Piste du tueur : Ruth (Lois Hicks)
- 1997 : Ice Storm : Dot Halford (Allison Janney)
- 1997 : Sunday : Madeleine Vesey (Lisa Harrow (en))
- 1997 : Le Cinquième Élément : la mère de Korben (Jill Mullan)
- 1997 : Coup de foudre et conséquences : Donna (Debby Shively)
- 1997 : Anna Karénine : la princesse Schcherbatksy (Anna Calder-Marshall (en))
- 1998 : Central do Brasil : Irène (Marília Pêra)
- 1998 : Une vraie blonde : Blair (Marlo Thomas)
- 1998 : Mots d'amour : la mère d'Angela (Daria Nicolodi)
- 1999 : Mad Cows : Gillian (Joanna Lumley)
- 1999 : Sexe Intentions : Bunny Caldwell (Christine Baranski)
- 1999 : Personne n'est parfait(e) : Dr Nirmala (Madhur Jaffrey)
- 2000 : Billy Elliot : la bibliothécaire (Carol McGuigan)
- 2000 : Amours chiennes : la mère d'Octavio (Adriana Barraza)
- 2001 : Glitter : Kelly (Ann Magnuson)
- 2001 : Mariage tardif : Lili (Lili Kosashvili)
- 2001 : Bully : Mme Connelly (Elizabeth Dimon)
- 2001 : Gosford Park : Mme Fischer (Eileen Atkins)
- 2001 : Mulholland Drive : Louise Bonner (Lee Grant)
- 2001 : Lucia et le Sexe : la sage-femme (Charo Zapardiel)
- 2001 : Jeepers Creepers : Jezelle Gay Hartman (Patricia Belcher)
- 2002 : Parle avec elle : Rosa (Mariola Fuentes)
- 2002 : Devdas : Sumitra Chakrabôrty (Kiron Kher)
- 2002 : Terreur.point.com : Alice Turnbull (Elizabeth McKechnie (en))
- 2002 : Berlin is in Germany : Karin Koch (Carmen-Maja Antoni)
- 2003 : Zatoichi : Oumé (Michiyo Ōkusu)
- 2003 : 11:14 : Norma (Barbara Hershey)
- 2003 : Calendar Girls : Marie (Geraldine James)
- 2003 : Rosenstrasse : Ruth Weinstein (Jutta Lampe)
- 2003 : Tor zum Himmel : Basala (Veronika Nowag-Jones)
- 2003 : Scary Movie 3 : Tante ShaNeequa (Queen Latifah)
- 2003 : La Couleur du mensonge : Ernestine Silk (Lizan Mitchell (en))
- 2003 : Johnny English : Comtesse Alexandra (Tasha de Vasconcelos)
- 2004 : Le Gamin : Gloria (Josele Román (es))
- 2004 : Le Saut périlleux : Irene (Lynette Curran (en))
- 2004 : 30 ans sinon rien : Arlene (Marcia DeBonis)
- 2004 : Kill Bill : Volume 2 : Mme Harmony (Jeannie Epper)
- 2004 : La Plus Belle Victoire : Augusta Colt (Eleanor Bron)
- 2004 : La Jeune Fille à la perle : la mère de Griet (Gabrielle Reidy (en))
- 2005 : Manderlay : Wilma âgée (Mona Hammond (en))
- 2005 : The Californians (en) : Mary Ann (Erika Luckett)
- 2005 : Forty Shades of Blue : Celia (Jenny O'Hara (en))
- 2006 : Un amour de soeur : la mère (Grischa Huber (de))
- 2006 : Ma vie avec Hannah : Elfie Morgan (Peggy Lukac (de))
- 2006 : Le Voleur de Venise : Sœur Antonia (Vanessa Redgrave)
- 2007 : Coup de fil (de) : Mme Zuralski (Marita Breuer)
- 2007 : Chambre 1408 : Mme Innkeeper (Margot Leicester (en))
- 2007 : Les Portes du temps : Mlle Greythorne (Frances Conroy)
- 2008 : Mascarades : Lala Fatima (Nacéra Benbrahim)
- 2008 : Le Témoin amoureux : Joan (Kathleen Quinlan)
- 2008 : Délire Express : Faye Belogus (Connie Sawyer)
- 2008 : Sunny et l'Éléphant : Chayada (Xuyen Dangers)
- 2008 : Le Déjeuner du 15 août : Grazia (Grazia Cesarini Sforza)
- 2009 : Cracks : Miss Cairns (Barbara Adair)
- 2009 : Lourdes : Mme Huber (Linde Prelog)
- 2009 : Hôtel Woodstock : Sonia Teichberg (Imelda Staunton)
- 2009 : The Invention of Lying : la mère d'Anna (Donna Sorbello)
- 2010 : Poetry : Mija (Yun Jung-hee)
- 2010 : L'Étrangère : Carmen (Blanca Apilánez (es))
- 2010 : L'Arbre : Mme Jonhson (Penne Hackforth-Jones)
- 2010 : Le Discours d'un roi : Mary de Teck (Claire Bloom)
- 2010 : Les Yeux de Julia : Soledad (Julia Gutiérrez Caba)
- 2010 : Tamara Drewe : Penny Upminster (Susan Wooldridge)
- 2011 : La piel que habito : Marilia (Marisa Paredes)
- 2011 : Et maintenant, on va où ? : Yvonne (Yvonne Maalouf)
- 2011 : Une séparation : la mère de Simin (Shirin Yazdanbakhsh)
- 2011 : Mais comment font les femmes ? : Marla Reddy (Jane Curtin)
- 2011 : Les Révoltés de l'île du Diable : la cheffe du comité (Ragnhild Vannebo)
- 2012 : Reality : tante Rosaria (Rosaria D'Urso)
- 2012 : Cloud Atlas : Veronica (Amanda Walker (en))
- 2012 : Au-delà des collines : la paroissienne (Tania Popa (ro))
- 2012 : Peace, Love et plus si affinités : Shari (Linda Lavin)
- 2012 : Week-end royal : Mme Roosevelt (Elizabeth Wilson)
- 2012 : The Impossible : la vieille dame (Geraldine Chaplin)
- 2013 : Diana : Naheed Khan (Usha Khan)
- 2013 : Nebraska : tante Martha (Mary Louise Wilson)
- 2013 : Les Sorcières de Zugarramurdi : Maritxu (Terele Pávez)
- 2013 : Les Enquêtes du département V : Miséricorde : Ulla Jensen (Marie-Louise Coninck)
- 2014 : Daddy Cool : Pauline Stuart (Beth Dixon)
- 2014 : Inherent Vice : tante Reet (Jeannie Berlin)
- 2014 : D'une vie à l'autre : Ase Evensen (Liv Ullmann)
- 2014 : The Grand Budapest Hotel : Madame D. (Tilda Swinton)
- 2015 : Enfant 44 : Anna (Lorraine Ashbourne)
- 2015 : The Ridiculous 6 : Esmerelda (Julia Vera)
- 2015 : Notre petite sœur : Fumiyo Kikuchi (Kirin Kiki)
- 2015 : Taxi Téhéran : Dame poisson 2 [Qui ?]
- 2015 : Loin de la foule déchaînée : Mme Hurst (Tilly Vosburgh (en))
- 2015 : Carol : Jennifer Aird (Amy Warner) et Jeanette Harrison (Wendy Lardin)
- 2016 : Julieta : Sara (Susi Sánchez)
- 2016 : Liés à jamais : Alice (Roberta Maxwell (en))
- 2016 : Mr. Wolff : Dolores Rice (Susan Williams)
- 2016 : Florence Foster Jenkins : Mme Patsy Snow (Rhoda Lewis) et Gertrude Vanderbilt Whitney (Pat Starr)
- 2016 : American Nightmare 3 : Élections : Mme Sabian (Johnnie Mae)
- 2017 : L'Échappée belle : Lillian (Dana Ivey)
- 2017 : Split : Dr Karen Fletcher (Betty Buckley)
- 2017 : Nos âmes la nuit : Ruth (Phyllis Somerville)
- 2017 : The Foreigner : Mme Taylor (Roberta Taylor (en))
- 2017 : The Meyerowitz Stories : Julia (Candice Bergen)
- 2017 : Three Billboards : Les Panneaux de la vengeance : Mama Dixon (Sandy Martin)
- 2018 : Juliet, Naked : Edna (Pamela Lyne)
- 2018 : Ocean's 8 : Ethel (Elizabeth Ashley)
- 2018 : Doris : Leonie (Monique van de Ven)
- 2018 : Deux hommes en costume : Philomena (Irm Hermann)
- 2018 : Strangers: Prey at Night : tante Sheryl (Mary Louise Casanta)
- 2018 : Jan Masaryk, histoire d'une trahison : Alice Masaryková (Zuzana Kronerová (en)) et Mme Fitzgerald (Joan Blackham (en))
- 2019 : Uncut Gems : Ruth (Lana Levitin)
- 2019 : Cuban Network : Tete (Amada Morado)
- 2019 : Sorry We Missed You : Mollie (Heather Wood)
- 2019 : Downton Abbey : Mme Webb (Richenda Carey)
- 2019 : Les Baronnes : Mme Sullivan (Susan Blommaert)
- 2019 : El Camino : Un film Breaking Bad : Jean (Marla Gibbs)
- 2019 : L'Invraisemblable légèreté d'Oscar (it) : Alina (Elena Cotta)
- 2019 : Dark Waters : la grand-mère de Robert (Marcia Dangerfield)
- 2019 : Six Underground : ? (?)
- 2020 : The Nest : la mère de Rory (Anne Reid)
- 2020 : The Prom : Vera Glickman (Tracey Ullman)
- 2020 : Mon oncle Frank : tante Butch (Lois Smith)
- 2020 : Rendez-vous à Mexico : Ines (Verónica Castro)
- 2020 : Force of Nature : Dona Consuelo (Johanna Rosaly (es))
- 2021 : Skater Girl : Maharani (Waheeda Rehman)
- 2021 : Stillwater : Sharon Baker (Deanna Dunagan)
- 2021 : Tre piani : Giovanna Lanciani (Anna Bonaiuto)
- 2021 : Palmer : Dot Landry (Cristine McMurdo-Wallis)
- 2021 : Last Night in Soho : Alexandra Collins (Diana Rigg)
- 2021 : Nos pires amis (en) : Grand-mère Phyllis (Denise Burse (en))
- 2021 : Et le ciel s'assombrit : Sœur Hanna (Inge Sofie Skovbo)
- 2021[n 1] : Marcel le coquillage (avec ses chaussures) : Lesley Stahl (Lesley Stahl)
- 2022 : Toscana : Inge (Ghita Nørby)
- 2022 : Cyrano : Mère Marthe (Ruth Sheen)
- 2022 : Sans filtre : la femme aux voiles (Mia Benson (sv))
- 2022 : Le trésor de Dolphin Bay : Wendy (Val Lehman (en))
- 2022 : Decision to Leave : Grand-mère Hae-Dong (Jeong Yeong-suk)
- 2022 : Downton Abbey 2 : Une nouvelle ère : Gladys Denker (Sue Johnston)
- 2022 : Par-delà l'univers : Emilia Borba (Denise Del Vecchio (pt)) et Maria José (Amélia Bittencourt)
- 2023 : The Old Oak : Maggie (Jen Patterson)
- 2023 : Tin & Tina : Sœur Asuncion (Teresa Rabal (es))
- 2023 : Fast and Furious 10 : Grand-mère Toretto (Rita Moreno)
- 2023 : Scandaleusement vôtre : Victoria Swan (Gemma Jones)
- 2024 : Better Man : Betty Williams (Alison Steadman)

#### Films d'animation
- 1998 : Pocahontas 2 : Un monde nouveau : Reine Anne
- 2004 : Le Château ambulant : Sophie âgée
- 2005 : Wallace et Gromit : Le Mystère du lapin-garou : Miss Thripp
- 2006 : Nausicaä de la vallée du vent : Obada
- 2010 :  Moi, moche et méchant : Marlena Gru
- 2012 : L'Étrange Pouvoir de Norman : Grand-mère
- 2016 : Kubo et l'Armure magique : Kameyo
- 2017 : Moi, moche et méchant 3 : Marlena Gru
- 2018 : Flavors of Youth : Grand-mère de Limo
- 2022 : Les Minions 2 : Il était une fois Gru : Marlena Gru
- 2022 : Scooby-Doo et la Mission d'Halloween : Olive et la libraire
- 2023 : Le Garçon et le Héron : Aiko
- 2024 : Moi, moche et méchant 4 : la proviseure Übelschlecht
- 2025 : Mémoires d'un escargot : Pinky
- 2025 : Arco d'Ugo Bienvenu : la mère d'Arco (séquence finale)
- 2025 : La Rose de Versailles (en) : ?

#### Documentaires
- 2002 : Let's Roll: The Story of Flight 93 de Chris Oxley
- 2006 : The Secret de Drew Heriot
- 2015 : Ultimo tango de German Kral
- 2015 : Human de Yann Arthus-Bertrand
- 2017 : American Epic de Bernard MacMahon

### Télévision

#### Téléfilms
- Patricia French dans :
  - Mariage en blanc (2009) : Catherine
  - Love and the City (2010) : la rédactrice en chef

- 1991 : Amour, meurtre et mensonges : Nehola (Megan Butler)
- 1995 : Le Silence des innocents : Kee McFarlane (Lolita Davidovich)
- 1996 : Cœur de vengeance : Cynthia Connor (Leigh Taylor-Young)
- 1996 : Le Berceau de la vengeance : Katie Doyle (Jennifer Clement) et la réceptionniste (Karin Konoval)
- 1997 : Papa craque : Pauline (Laurie McLay)
- 1997 : Le Justicier braque la mafia : Mme Ivanov (Mimi Kuzyk)
- 2002 : L'Enfant du passé : la tante Etta Green (Adilah Barnes)
- 2002 : Croisière à haut risque : la présidente Elinor Shaw (Carmen Duncan (en))
- 2003 : Maison à louer pour coeur à prendre : Lydia Fitch (Rita Moreno)
- 2004 : Pour une danse avec toi : Marlene Vonhoff (Ursela Monn (en))
- 2005 : SRAS - Alerte au virus mondial : Madame Cheng (Wynne Pon)
- 2005 : Les Cavaliers du sud du Bronx : Pat Mason (Kate Vernon)
- 2007 : Plus de crédit : Maike (Irene Rindje (de))
- 2007 : Passé troublant : Louise (Monica Parker)
- 2007 : Roxy Hunter et le fantôme du manoir (en) : Mable Crabtree (Jayne Eastwood)
- 2009 : Ma mère et mes sœurs : Marianne Högberg (Gaby Dohm)
- 2011 : Marie X : Ingrid Hausmann (Hildegard Schmahl (de))
- 2012 : Différence rock : Agnès (Gitta Schweighöfer (de))
- 2012 : Just Like a Woman : Layla (Chafia Boudraa)
- 2012 : 193 coups de folie : Joan Wright (Annie Corley)
- 2012 : Le père Noël est tombé sur la tête : Tanya (Roma Maffia)
- 2012 : Le Diable de Milan : la femme dans le train (Suly Röthlisberger (de))
- 2014 : Le Médaillon de Noël : Gloria (Christine Willes)
- 2015 : Embarquement immédiat pour Noël : Marie (Jo Marie Payton-Noble)
- 2016 : House of Darkness : Ruth (Marcia Moran)
- 2017 : L'admirateur secret de Noël : Edna (Jacqueline Robbins (en))
- 2017 : The Wizard of Lies : Diana Henriques (Diana Henriques (en))
- 2017 : Organiser le Noël parfait : Sheila Hennessey (Beverley Breuer)
- 2017 : Coup de foudre chez le Père Noël : ? ( ? )
- 2018 : Paterno : Sue Paterno (Kathy Baker)
- 2018 : Une amitié toxique : Sarah (Leslie Simms)
- 2018 : Les biscuits préférés du Père Noël : Sarah Grace (Susanna Portnoy)
- 2019 : Noël dans la prairie : Vivian (Rebecca Koon)
- 2020 : Je volerai ta vie ! : Dorothy Lawton (Lorilee Holloway)
- 2020 : Y a-t-il un meurtrier dans ma famille ? : Louise Bellak (Joan Gregson)
- 2021 : Notre incroyable anniversaire : Isabel (Stella Doyle)

#### Séries télévisées
- Roma Maffia dans (19 séries) :
  - Profiler (1996-2000) : Grace Alvarez (82 épisodes)
  - Division d'élite (2001) : Sandra (saison 1, épisode 22)
  - Boomtown (2003) : Sally Jacobson (saison 2, épisode 2)
  - New York, police judiciaire (2003-2006) : Vanessa Galiano (3 épisodes)
  - Nip/Tuck (2003-2010) : Dr Liz Cruz (96 épisodes)
  - La Vie avant tout (2005) : Pilar (saison 6, épisode 5)
  - Boston Justice (2007-2008) : Victoria Peyton (9 épisodes)
  - Esprits criminels (2009) : l'inspecteur Reese Evans (saison 4, épisode 20)
  - Les Mystères d'Eastwick (2009) : Mme Aleksandra (épisode 3)
  - Dexter (2009) : Marilyn, la thérapeute du mariage (saison 4, épisode 6)
  - Médium (2010) : Victoria Gossett (saison 6, épisode 21)
  - Off the Map : Urgences au bout du monde (2011) : Matilda (épisode 11)
  - La Loi selon Harry (2012) : l'avocate (saison 2, épisode 22)
  - Grey's Anatomy (2012-2013) : Roberta Thompson (4 épisodes)
  - NCIS : Enquêtes spéciales (2013) : l'agent Vera Strickland (saison 11, épisode 3)
  - Pretty Little Liars (2013-2017) : le lieutenant Linda Tanner (19 épisodes)
  - Drop Dead Diva (2014) : la juge Eileen Sears (saison 6, épisode 6)
  - Bull (2018) : Hazel Diaz (saison 2, épisode 15)
  - Billions (2020-2023) : Mary Ann Gramm (7 épisodes)

- Cristine Rose dans (7 séries) :
  - Heroes (2006-2010) : Angela Petrelli (52 épisodes)
  - Mentalist (2010) : Pauline (saison 3, épisode 6)
  - Private Practice (2011) : Myra Freedman (saison 4, épisode 20)
  - Longmire (2012) : Donna Craig (saison 1, épisode 6)
  - NCIS : Nouvelle-Orléans (2014) : Hannah Tarlow (saison 1, épisode 9)
  - Heroes Reborn (2015-2016) : Angela Petrelli (mini-série)
  - Murder (2016-2017) : la juge Wenona Sansbury (saison 2, épisode 10 et saison 4, épisode 3)

- Adina Porter dans :
  - La Vie avant tout (2002) : Malia (saison 3, épisode 5)
  - Mes plus belles années (2002-2003) : Gwen Walker (15 épisodes)
  - Dr House (2007) : Claudia (saison 3, épisode 21)
  - Hawthorne : Infirmière en chef (2010) : Nancy Breton (saison 2, épisode 5)

- Phyllis Somerville dans :
  - Fringe (2011) : Alice Merchant (saison 3, épisode 14)
  - Taxi Brooklyn (2014) : Sasha Lowenthal (épisode 2)
  - Madam Secretary (2018) : Gloria Paley (saison 5, épisode 4)
  - Mare of Easttown (2021) : Betty Carroll (mini-série)

- Betty Buckley dans :
  - The Chicago Code (2011) : Sœur Paul (épisode 2)
  - Supergirl (2017-2021) : Patricia Arias (5 épisodes)
  - Preacher (2018) : Marie « Grand-mère » L'Angelle (saison 3)
  - The Cleaning Lady (en) (2022) : Mère Donna (saison 1, épisode 6)

- Sissy Spacek dans :
  - Bloodline (2015-2017) : Sally Rayburn (33 épisodes)
  - Castle Rock (2018) : Ruth Deaver (saison 1)
  - Homecoming (2018) : Ellen Bergman (saison 1)

- Marcia Bennett dans :
  - Conviction (2016) : la juge Nora Burby (saison 1, épisode 9)
  - Coroner (2022) : Delores Henry (saison 4, épisode 9)
  - Chucky (2022) : Sœur Elizabeth (saison 2, épisode 2)

- Lois Smith dans :
  - Ray Donovan (2019-2020) : Dolores (saison 7)
  - Gossip Girl (2022) : Iris Lefferts (saison 2, épisode 2)
  - New York, crime organisé (2024) : Mama Boone (3 episodes)

- Lynne Moody dans :
  - 21 Jump Street (1987) : Rhonda Patterson (saison 2, épisode 4)
  - Preuve à l'appui (2007) : Helene Coleman (saison 6, épisode 11)

- Sandra Timuss dans :
  - Mysterious Ways : Les Chemins de l'étrange (2001) : la vieille dame (saison 1, épisode 20)
  - The L Word (2007) : la réceptionniste (saison 4, épisode 1)

- Elaine Kagan dans :
  - Felicity (2000) : le professeur Mary Morton (saison 2, épisodes 22 et 23 puis saison 3, épisode 6)
  - Dirty Sexy Money (2008) : Dr Amy Wallace (saison 2, épisode 4)

- Jessica Walter dans :
  - Leçons sur le mariage (2007) : Constance (saison 1, épisode 5)
  - Saving Grace (2007-2010) : Betty Hanadarko (5 épisodes)

- Adriane Lenox dans :
  - Lipstick Jungle : Les Reines de Manhattan (2008-2009) : Marva (7 épisodes)
  - New York, police judiciaire (2010) : Dolores Martin (saison 20, épisode 17)

- Maura Soden dans :
  - Castle (2011) : Mme Faris (saison 4, épisode 2)
  - La Loi selon Harry (2012) : Mme Danes (saison 2, épisode 21)

- Susan Berger dans :
  - 2 Broke Girls (2016) : Dianne (saison 5, épisode 8)
  - Crazy Ex-Girlfriend (2016) : l'infirmière (saison 1, épisode 10)

- Angela Bruce dans :
  - Les Enquêtes de Vera (2015) : Beryl Doyle (saison 5, épisode 2)
  - Meurtres au paradis (2017) : Ernestine Gray (saison 6, épisode 3)

- Delta Burke dans :
  - Boston Justice (2006-2007) : Bella Horowitz (5 épisodes)
  - Dolly Parton's Heartstrings (2019) : Ellie Holder (épisode 3)

- Patricia Hodge dans :
  - A Very English Scandal (2018) : Ursula Thorpe (mini-série)
  - Quatre mariages et un enterrement (en) (2019) : Augusta Thorpe-Blood (mini-série)

- Kathleen Chalfant dans :
  - Madam Secretary (2015-2016) : Dean Ward (saison 1, épisode 15 puis saison 2, épisodes 11 et 22)
  - New Amsterdam (2019) : Molly (saison 2, épisode 4)

- Tamara Tunie dans :
  - Blue Bloods (2016-2018) : Monica Graham (7 épisodes)
  - Almost Family (2019-2020) : Genevieve (8 épisodes)

- L. Scott Caldwell dans :
  - All Rise (2019-2021) : Roxy Robinson (7 épisodes)
  - L'Amour au temps du Corona (en) (2020) : Nanda (mini-série)

- Judith Delgado dans :
  - Daredevil (2015) : Elena Cardenas (saison 1, 4 épisodes)
  - New Amsterdam (2020) : Mme Hildebrandt (saison 2, épisode 15)

- Annie Korzen dans :
  - Secrets and Lies (2016) : Marjorie (saison 2, épisode 1)
  - The Shrink Next Door (2021) : Esther (mini-série)

- Brenda Wehle dans :
  - Mildred Pierce (2011) : Mme Turner (mini-série)
  - The Gilded Age (2022) : Mme Armstrong (saison 1, épisode 5)

- Tovah Feldshuh dans :
  - New York, section criminelle (2011) : Danielle Melnick (saison 10, épisode 8)
  - À découvert (en) (2023) : Bat Lady (7 épisodes)

- 1987-1989 : 21 Jump Street : Mme Weckerle (Cheryl Anderson), Nadia (Traci Lind), Madame Carlson (Anne Wyndham), Grace Whitaker (Dorothy Fielding), Amy Pearson (Dorothy Parke), Miss Leanne Wallace (Patti Johns), Mme Gentry (Babs Chula), la conseillère Travers (Janet Hubert), Dr St. John (Savannah Smith Boucher) (11 épisodes)
- 1988 : Le Monstre évadé de l'espace : Claire Riggs (Melanie Jones) (2 épisodes)
- 1995 : Code Lisa : Sheryl (Kim Sebastian) / Angie (Franca Benvenuto) (2 épisodes)
- 1995-1996 : Un tandem de choc : Louise St. Laurent (Lee Purcell) (6 épisodes)
- 1996 : Demain à la une : Marsha Becker (Meg Thalken) / Marcia Roberts Hobson (Rya Kihlstedt) (4 épisodes)
- 1997 : Les Repentis : Faye (Eve Crawford) (1 épisode)
- 1997 :  Invasion planète Terre : Maire Ruiz (Monique Mojica) (1 épisode)
- 2000 : Gormenghast : Lady Gertrude (Celia Imrie) (4 épisodes)
- 2000 : Mysterious Ways : Les Chemins de l'étrange : Ginnie Manheim (Andrea Barclay) (1 épisode)
- 2001 : À la Maison-Blanche : Sherri Wexler (Mary Mara) (1 épisode)
- 2001 : Mysterious Ways : Les Chemins de l'étrange : Helen Banks (Rebecca Toolan (en)) (1 épisode)
- 2002 : Washington Police : Alice (Debbie Lee Carrington) (1 épisode)
- 2004 : Les Quintuplés : Mme Hentschel (Harriet Sansom Harris) (1 épisode)
- 2004 : Queer as Folk : la juge (Nancy Palk) (1 épisode)
- 2004 : Pepe Carvalho : Mme Conesal (Maribel Martínez) (1 épisode)
- 2004 : ReGenesis : Francis (Lynne Griffin) (2 épisodes)
- 2004-2005 : New York, unité spéciale : Patricia (Stephanie Feyne) (2 épisodes)
- 2004-2005 : Degrassi : La Nouvelle Génération : Mme Del Rossi (Brona Brown) (3 épisodes)
- 2004-2006 : Huff : Alice (Barbara Stuart) (5 épisodes)
- 2005 : Urgences : Gertie McDow (Veronica Redd) (1 épisode)
- 2005 : Entourage : l'agent immobilier (Patty McCormack) (1 épisode)
- 2005 : Close to Home : Juste Cause : la juge Tibbs (Vernee Watson-Johnson) (1 épisode)
- 2005 : Les Maîtres de l'horreur : la psychiatre (Susan Bain) / Janet Hofstadter (Beverley Breuer) (2 épisodes)
- 2005 : Sourire en coin : Dr Jean Holmes (Badria Timimi) (mini-série)
- 2006 : Numbers : Daria Samson (Deirdre Lovejoy) (1 épisode)
- 2006 : ReGenesis : Rose Salazar (Lynne Deragon) (1 épisode)
- 2006 : Preuve à l'appui : Gina Hurst (Brynn Thayer) (1 épisode)
- 2006 : Entourage : Penny Marshall (Penny Marshall) (1 épisode)
- 2006 : Desperate Housewives : Louisa Pate (Amy Hill) (1 épisode)
- 2006 : Rosamunde Pilcher : Lady Edna Allister (Astrid Meyer-Gossler) (1 épisode)
- 2006-2007 : The L Word : Tricia (Chilton Crane) (3 épisodes)
- 2006-2008 : Les Amis de Laura : Anna Henz (Angelika Bender) (3 épisodes)
- 2006-2009 : Jardins secrets : Greet Hogenbrink (Beppie Melissen) (14 épisodes)
- 2006-2009 : Battlestar Galactica : Ellen Tigh (Kate Vernon) (15 épisodes)
- 2007 : Robin des Bois : Matilda (Josie Lawrence) (1 épisode)
- 2007 : Desperate Housewives : Dr Brody (Judyann Elder) (1 épisode)
- 2007-2008 : American Wives : Betty Camden (Patricia French) (15 épisodes)
- 2008 : Dirt : Perri Tatum (Nancy Cassaro) (1 épisode)
- 2008 : Gossip Girl : Betty (Audrie Neenan) (1 épisode)
- 2008 : Saving Grace : Janice Shapiro (Dee Wallace) (1 épisode)
- 2008 : New York, police judiciaire : Dr Lydia Stronach (Nancy Hess) (1 épisode)
- 2008 : Cold Case : Affaires classées : Violet Golding (Concetta Tomei) (1 épisode)
- 2008 : Cashmere Mafia : Lily Parrish (Christine Ebersole) (2 épisodes)
- 2008 : Polly Adler : Gerti Gernreich (Andrea Händler) (4 épisodes)
- 2009 : Nurse Jackie : Mme Greenfield (Andrea Martin) (1 épisode)
- 2009 : Desperate Housewives : Jessie (Swoosie Kurtz) (1 épisode)
- 2009 : Privileged : Mme Bennington (Christina Pickles) (1 épisode)
- 2009 : L'Agence n°1 des dames détectives : Rose (Kgomotso Delia Tshwenyego) (2 épisodes)
- 2009 : Mental : Nora Skoff (Annabella Sciorra) (12 épisodes)
- 2010 : The Big C : Cheryl (Marcia DeBonis) (1 épisode)
- 2010 : Chase : Dolores Hughes (Anne Lockhart) (1 épisode)
- 2010 : Cold Case : Affaires classées : Annabelle Bennet (Mimi Kuzyk) (1 épisode)
- 2011 : Bones : la bijoutière (Judy Kain) (1 épisode)
- 2011 : Dexter : La nonne (Casey Kramer) (1 épisode)
- 2011 : 2 Broke Girls : Ruth (Norma Michaels) (1 épisode)
- 2011 : Inspecteur Barnaby : Josie Palmer (Sophie Stanton) (1 épisode)
- 2011 : New York, section criminelle : le professeur Cleo Alexander (Patti Smith) (1 épisode)
- 2011 : Mildred Pierce : Mme Pierce (Diane Kagan) (mini-série)
- 2011-2012 : Nikita : Madeline Pierce (Alberta Watson) (9 épisodes)
- 2012 : Fringe : Anne Chung (June Kyoto Lu) (1 épisode)
- 2012 : Le Troisième Œil : Eva Ulmer (Hannelore Elsner) (1 épisode)
- 2012 : Pretty Little Liars : Laurel Tuchman (Melanie Mayron) (1 épisode)
- 2012 : 2 Broke Girls : Madame Pyle (Sandy Martin) / Francine (Sloan Robinson) (2 épisodes)
- 2012 : Parade's End : Claudine (Clare Higgins) (mini-série)
- 2012-2013 : Chicago Fire : Nancy Casey (Kathleen Quinlan) (7 épisodes)
- 2013 : Smash : Liza Minnelli (Liza Minnelli) (1 épisode)
- 2013 : Mentalist : Miriam Gottlieb (Laura San Giacomo) (1 épisode)
- 2013 : 2 Broke Girls : Cecelia (Anne De Salvo) (1 épisode)
- 2013 : Top of the Lake : Delia (Dra McKay) (3 épisodes)
- 2013-2014 : Derek : Edna (Margaret Towner) (13 épisodes)
- 2014 : Rectify : Peggy (Frances Fisher) (1 épisode)
- 2014 : The Missing : Mary Garrett (Diana Quick) (1 épisode)
- 2014 : The Good Wife : Valerie Jarrett (Valerie Jarrett) (1 épisode)
- 2014 : Inspecteur Lewis : Dr Sally Rook (Susan Wooldridge) (1 épisode)
- 2014 : L'Héritage empoisonné : Mildred Pahkinen (Johanna Ringbom) (10 épisodes)
- 2015 : Castle : Sheri Nelson (Edith Fields) (1 épisode)
- 2015 : Blacklist : Ana Hernandez (Millie Tirelli) (1 épisode)
- 2015 : Inspecteur Barnaby : Matilda Stowe (Claire Bloom) (1 épisode)
- 2015 : Madam Secretary : Madame Thomas (Antonia Rey) (1 épisode)
- 2015 : Humans : la tenancière du bordel (Caroline Lee-Johnson) (3 épisodes)
- 2015-2017 : Grimm : Nancy Turner (Jeanne Rogers), l'infirmière (Sandra Von Johnson), Betty Frame (Susan Ruttan) et Margaret Cutler (Josephine DeLellis) (4 épisodes)
- 2015-2017 : Norskov, dans le secret des glaces : Susanne (Pia Jondal) (12 épisodes)
- 2015-2022 : Better Call Saul : Madame Salamanca (Míriam Colón) (2 épisodes), Mme Burns (Doris Hargrave), Mme VanKamp (Alaina Warren Zachary) (2 épisodes) et Marion (Carol Burnett) (4 épisodes)
- 2016 : American Housewife : Nora (Eve Sigall) (1 épisode)
- 2016 : Quantico : Rosa Vasquez (Isabel Dos Santos) (1 épisode)
- 2016 : BrainDead : Nora Ritter (Mia Dillon) (2 épisodes)
- 2017 : SEAL Team : Edna (Mary-Pat Green) (1 épisode)
- 2017-2018 : Salvation : Re / Syst (Joan Gregson) (8 épisodes)
- 2017-2020 : Les Demoiselles du téléphone : Victoria (Kiti Mánver) (20 épisodes)
- 2017-2023 : Riverdale : Doris Bell (Marion Eisman) (21 épisodes)
- 2018 : Animal Kingdom : Madame Fullerton (Fran Bennett (en)) (1 épisode)
- 2018 : La Méthode Kominsky : Diane (Ann-Margret) (2 épisodes)
- 2018 : Il cacciatore : Grazia Misarra (Raffaella D'Avella) (2 épisodes)
- 2018 : Mrs Wilson : Madame McKelvie (Barbara Marten) (mini-série)
- 2019 : See : Lady An (Gabrielle Rose) (1 épisode)
- 2019 : Vida : Doña Adelita (Julieta Ortiz) (1 épisode)
- 2019 : Madam Secretary : Flo Avery (Cicely Tyson) (1 épisode)
- 2019 : Beverly Hills : BH90210 : la juge (Judith Maxie) (1 épisode)
- 2019 : NOS4A2 : Jolene July (Judith Roberts) (2 épisodes)
- 2019 : Kidnapping : Babka (Grazyna Zielinska) (4 épisodes)
- 2019 : Watchmen : June âgée (Valeri Ross) (mini-série)
- 2019-2021 : Camp Kikiwaka : Miss Tilly (Ellen Karsten) (3 épisodes)
- 2019-2022 : Gentleman Jack : Tante Lister (Gemma Jones) (16 épisodes)
- 2020 : Councils of Dads : Claudia (Dorothy Sanders) (1 épisode)
- 2020 : Life : Mina (Indira Joshi) (mini-série)
- 2020 : L'Autre Côté : La grand-mère de Sol (Carmen Esteban) (2 épisodes)
- 2020 : Queen Sono : Mazet (Abigail Kubeka) (3 épisodes)
- 2020 : Losing Alice : ? (?) (mini-série)
- 2020-2021 : Legends of Tomorrow : Mme Tarazi (Mitra Lohrasb) (saison 5, épisode 3 et saison 6, épisode 3)
- 2020-2021 : Grey's Anatomy : Station 19 : Marion Hughes (Elayn J. Taylor) (2 épisodes)
- 2020-2022 : Dead to Me : Eileen Wood (Frances Conroy) (6 épisodes)
- 2020-2023 : Hunters : Ruth Heidelbaum (Jeannie Berlin) (10 épisodes)
- 2021 : Trapped : la juge (Guorun Sesselja Arnardottir) (1 épisode)
- 2021 : And Just Like That... : Jane Hayes (Nancy Shayne) et Carmen (Denise Lecce) (saison 1, épisode 2)
- 2021 : The Mosquito Coast : Lucrecia (Ofelia Medina) (saison 1)
- 2021 : 4400 : Mme Grover (Adilah Barnes) (4 épisodes)
- 2021 : Thérapie alternative : Grace (Graciela Borges) (5 épisodes)
- 2021 : Reyka : Cathleen Tyrone (Fiona Ramsay) (8 épisodes)
- 2021-2022 : New Amsterdam : Bertha James (Johnnie Mae) (saison 3, épisode 12), Pauline (Allyce Beasley) (saison 4, épisode 19) et Debra Liu (Janet Sarno) (saison 4, épisode 21)
- 2022 : Dr Bash : Baba Jody Babich (Clare Coulter) (saison 2, épisode 13)
- 2022 : FBI: Most Wanted : Betsy Scott (Catherine Wolf) (3 épisodes)
- 2023 : Deadloch : Mona (Fiona Stewart) (saison 1, épisode 8)
- 2023 : Barry : Miss Phoebe (Brenda Ballard) (saison 4, épisode 7)
- 2023 : Everything Now : Edith (Gilly Daniels) (saison 1, épisode 8)
- 2023 : Tête à tête : Elaine (Nancy Robinette) (saison 1, épisode 3)
- 2023 : The Wrong Mans : Jan (Heather Tobias) (saison 2, épisode 1)
- 2023 : McDonald et Dodds : Agnes Gillian (Siân Phillips) (saison 3, épisode 1)
- 2023 : Wu-Tang: An American Saga : la réceptionniste (Brenda Currin) (saison 3, épisode 1)
- 2023 : Miss Scarlet, détective privée : Madame Dashwood (Elizabeth Counsell) (saison 2, épisode 2)
- 2023 : Extrapolations : Isabel Zucker (Leslie Uggams) (saison 1, épisodes 1 et 3)
- 2023 : Silo : Gloria Hildebrandt (Sophie Thompson) (3 épisodes)
- 2023 : The Woman in the Wall (en) : Peggy (Helen Roche) (5 épisodes)
- 2023 : The Nanny : Charlotte Ivey (Kelly Bishop) (7 épisodes)
- 2024 : Black Doves : Lenny Lines (Kathryn Hunter) (mini-série)
- 2025 : Dope Thief : Theresa Bowers (Kate Mulgrew) (mini-série)
- 2025 : The Pitt : Myrna White (Jeanette O'Connor)

#### Séries d'animation
- 2008 : Inu-Yasha : Kaede (34 épisodes)
- 2009-2010 : InuYasha : Kanketsu-hen : Kaede (10 épisodes)
- 2017-2020 : Vampirina : Nanpire (17 épisodes)
- 2020-2022 : Doug : le robot curieux : Nana (3 épisodes)
- 2021 : Scooby-Doo et Compagnie : Carol Burnett (1 épisode)

## Livres audio
- 2004 : Jean-Christophe Rufin, L'Abyssin, Paris, éd. Gallimard, coll. « Écoutez lire » (EAN 3260050673303, BNF 39232107)